# نبردناو اسپانا
نبردناو اسپانا (به انگلیسی: Spanish battleship España) یک کشتی است که طول آن ۱۴۰ متر (۴۶۰ فوت) می‌باشد. این کشتی در سال ۱۹۱۲ ساخته شد.